# Grand Prix Wielkiej Brytanii 1981

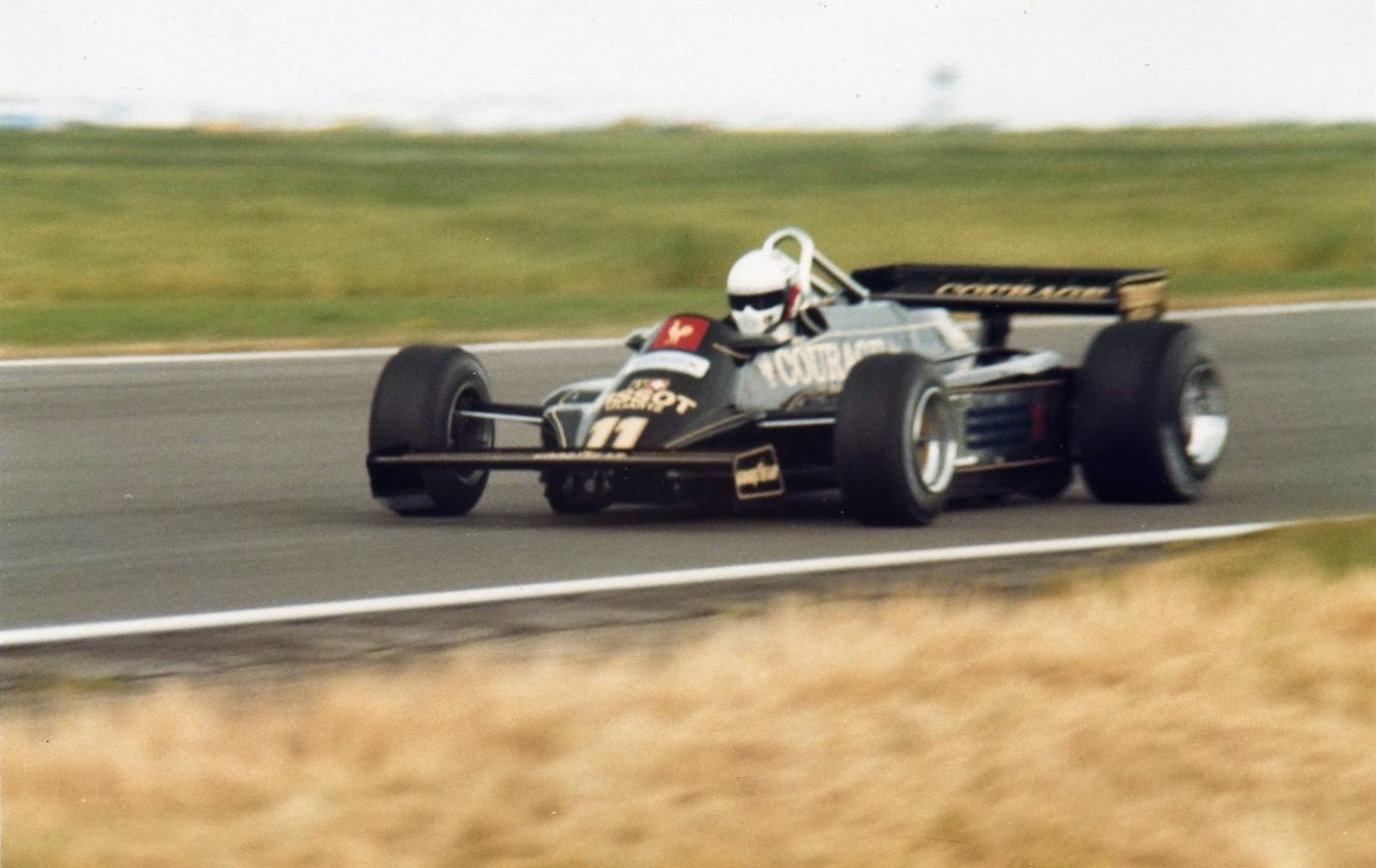
Elio de Angelis podczas Grand Prix Wielkiej Brytanii 1981

Grand Prix Wielkiej Brytanii 1981 (oryg. Marlboro British Grand Prix) – dziewiąta runda Mistrzostw Świata Formuły 1 w sezonie 1981, która odbyła się 19 lipca 1981, po raz 18. na torze Silverstone.
34. Grand Prix Wielkiej Brytanii, 32. zaliczane do Mistrzostw Świata Formuły 1.

## Klasyfikacja
| Legenda oznaczeń w tabelach wyników Wyświetl szablon na nowej stronie | Legenda oznaczeń w tabelach wyników Wyświetl szablon na nowej stronie                                                                     |
| Oznaczenie                                                            | Wyjaśnienie |
| --------------------------------------------------------------------- | --- |
| Złoty                                                                 | Zwycięzca lub mistrzostwo |
| Srebrny                                                               | 2. miejsce lub wicemistrzostwo |
| Brązowy                                                               | 3. miejsce lub II wicemistrzostwo |
| Zielony                                                               | Ukończył, punktował (w klasyfikacji generalnej, gdy zdobył co najmniej jeden punkt na przestrzeni sezonu, poza trzema powyższymi opcjami) |
| Niebieski                                                             | Ukończył, nie punktował (w klasyfikacji generalnej, gdy nie zdobył co najmniej jednego punktu na przestrzeni sezonu)                      |
| Czerwony                                                              | Nie zakwalifikował się (NZ) |
| Czerwony                                                              | Nie prekwalifikował się (NPK) |
| Różowy                                                                | Nie ukończył (NU) |
| Różowy                                                                | Niesklasyfikowany (NS) (w klasyfikacji generalnej, gdy nie został sklasyfikowany w żadnym wyścigu sezonu)                                 |
| Czarny                                                                | Zdyskwalifikowany (DK) |
| Czarny                                                                | Wykluczony (WYK/EX) |
| Biały                                                                 | Nie wystartował (NW) |
| Biały                                                                 | Kontuzjowany (K/INJ) |
| Biały                                                                 | Wyścig odwołany (OD/C) |
| Bez koloru                                                            | Został wycofany (WYC/WD) |
| Bez koloru                                                            | Nie przybył (NP/DNA) |
| Bez koloru                                                            | Nie brał udziału w treningach (NT/DNP) |
| Bez koloru                                                            | Nie został zgłoszony (–) |
| Pogrubienie                                                           | Start z pole position |
| Kursywa                                                               | Najszybsze okrążenie wyścigu |
| †                                                                     | Nie ukończył, ale jego rezultat został zaliczony ze względu na przejechanie więcej niż 90% dystansu wyścigu.                              |
| *                                                                     | Sezon w trakcie |
| 1/2/3                                                                 | Punktowana pozycja w sprincie kwalifikacyjnym                                                                                             |
| Lista systemów punktacji Formuły 1                                    | |

| Poz | Nr | Kierowca           | Konstruktor     | Okrążenia | Czas/powód NU   | Poz. start. | Punkty |
| --- | -- | ------------------ | --------------- | --------- | --------------- | ----------- | ------ |
| 1   | 7  | John Watson        | McLaren-Ford    | 68        | 1:26:54.80      | 5           | 9      |
| 2   | 2  | Carlos Reutemann   | Williams-Ford   | 68        | + 40.65         | 9           | 6      |
| 3   | 26 | Jacques Laffite    | Ligier-Matra    | 67        | + 1 okrążenie   | 14          | 4      |
| 4   | 3  | Eddie Cheever      | Tyrrell-Ford    | 67        | + 1 okrążenie   | 23          | 3      |
| 5   | 6  | Héctor Rebaque     | Brabham-Ford    | 67        | + 1 okrążenie   | 13          | 2      |
| 6   | 9  | Slim Borgudd       | ATS-Ford        | 67        | + 1 okrążenie   | 21          | 1      |
| 7   | 17 | Derek Daly         | March-Ford      | 66        | + 2 okrążenia   | 17          |        |
| 8   | 32 | Jean-Pierre Jarier | Osella-Ford     | 65        | + 3 okrążenia   | 20          |        |
| 9   | 16 | René Arnoux        | Renault         | 64        | Dystrybutor     | 1           |        |
| 10  | 29 | Riccardo Patrese   | Arrows-Ford     | 64        | Silnik          | 10          |        |
| 11  | 33 | Marc Surer         | Theodore-Ford   | 61        | Brak paliwa     | 24          |        |
| NU  | 22 | Mario Andretti     | Alfa Romeo      | 59        | Przepustnica    | 11          |        |
| NU  | 20 | Keke Rosberg       | Fittipaldi-Ford | 56        | Zawieszenie     | 14          |        |
| DK  | 11 | Elio de Angelis    | Lotus-Ford      | 25        | Dyskwalifikacja | 22          |        |
| NU  | 15 | Alain Prost        | Renault         | 17        | Dystrybutor     | 2           |        |
| NU  | 25 | Patrick Tambay     | Ligier-Matra    | 15        | Sprzęgło        | 15          |        |
| NU  | 28 | Didier Pironi      | Ferrari         | 13        | Turbosprężarka  | 4           |        |
| NU  | 5  | Nelson Piquet      | Brabham-Ford    | 11        | Opona           | 3           |        |
| NU  | 23 | Bruno Giacomelli   | Alfa Romeo      | 5         | Skrz. biegów    | 12          |        |
| NU  | 27 | Gilles Villeneuve  | Ferrari         | 4         | Wypadł z toru   | 8           |        |
| NU  | 1  | Alan Jones         | Williams-Ford   | 3         | Kolizja         | 7           |        |
| NU  | 8  | Andrea de Cesaris  | McLaren-Ford    | 3         | Wypadł z toru   | 6           |        |
| NU  | 4  | Michele Alboreto   | Tyrrell-Ford    | 1         | Sprzęgło        | 19          |        |
| NU  | 30 | Siegfried Stohr    | Arrows-Ford     | 8         | Wypadł z toru   | 18          |        |
| NZ  | 21 | Chico Serra        | Fittipaldi-Ford |           |                 |             |        |
| NZ  | 35 | Brian Henton       | Toleman-Hart    |           |                 |             |        |
| NZ  | 12 | Nigel Mansell      | Lotus-Ford      |           |                 |             |        |
| NZ  | 14 | Eliseo Salazar     | Ensign-Ford     |           |                 |             |        |
| NZ  | 36 | Derek Warwick      | Toleman-Hart    |           |                 |             |        |
| NZ  | 31 | Beppe Gabbiani     | Osella-Ford     |           |                 |             |        |